# Ōtawara
Ōtawara (大田原市?) è una città giapponese della prefettura di Tochigi.